# Карасёво (Болотнинский район)
Карасёво — село в Болотнинском районе Новосибирской области России. Административный центр Карасёвского сельсовета.

## География
Площадь села — 90 гектар

## История
Село Карасево в конце 18 века входит в Сосновское ведомство. В 1838 году в Карасево насчитывалось 9 дворов и 29 «ревизских душ». К концу 1894-го село увеличилось до 12 дворов, а численность - до 60 человек: 32 мужчины и 28 женщин. Земли в 1882 году числилось 178138 десятин. 
При деревне был расположен винокуренный завод, на котором работали ссыльные каторжане, но в 1860 году завод закрыли.
В 1926 году деревня Карасева состояла из 134 хозяйств, основное население — русские. Центр Карасевского сельсовета Болотнинского района Томского округа Сибирского края.

## Население
| 2002 | 2007 | 2010 |
| ---- | ---- | ---- |
| 565  | ↗577 | ↘539 |

## Инфраструктура
В селе по данным на 2007 год функционируют 1 учреждение здравоохранения, 2 образовательных учреждения.